# Bo' Selecta!
 (mai 2012).
Si vous disposez d'ouvrages ou d'articles de référence ou si vous connaissez des sites web de qualité traitant du thème abordé ici, merci de compléter l'article en donnant les références utiles à sa vérifiabilité et en les liant à la section « Notes et références ».
Bo' Selecta! est une série télévisée britannique en 45 épisodes de 25 minutes réalisée par Leigh Francis, diffusée du 6 septembre 2002 au 18 décembre 2009 sur Channel 4.
Cette série est inédite dans tous les pays francophones.